# Package Bomb!!
Package Bomb!!（パッケージボム）は日本のパンク・ロックバンドである。茨城県出身。主に、メロディック・ハードコアに分類される。 元Lastrumに所属。略称は「パッケージ」「パケボム」「パケ」など。

## メンバー
- YUTA（1979年11月25日 - ）ボーカル・ギター　現在はStorollersのメンバーとして活動中。
- TAKAO（1978年3月3日 - ）ベース・コーラス
- DERYCK（1985年12月27日 - ）ドラム

## 元メンバー
- YU（1979年1月29日 - ）ドラム・コーラス　現在はStorollersのメンバーとして活動中。
- DAISUKE（ドラム）
- YUYA（ベース）

## サポートメンバー
- HOLY（1978年6月26日 - ）ドラム 　現STOMPIN'BIRD。

## ミュージックビデオ
| 不明 | 「The Winter」 |

### インタビュー
- audioleaf(2007年4月)
- audioleaf(2007年12月)

| スタブアイコン | サブスタブ | この項目は、まだ閲覧者の調べものの参照としては役立たない、音楽関係者（バンド等）に関連した書きかけの項目です。この項目を加筆・訂正などしてくださる協力者を求めています（P:音楽/PJ:芸能人）。 |